# Gamma Librae
Gamma Librae (Zubenelhakrabi, γ Lib) – gwiazda w gwiazdozbiorze Wagi, odległa od Słońca o około 155 lata świetlne. Gwiazda ma układ planetarny.

## Nazwa
Gwiazda ta ma nazwę własną Zubenelhakrabi, wywodzącą się z języka arabskiego: ‏زبانى العقرب‎ Zuban al-ʿAqrab oznacza „szczypce Skorpiona” i nawiązuje do wyobrażenia wyciągniętych szczypiec gwiazdozbioru Skorpiona. Wariantem tej nazwy (Zubenhakrabi) była też nazywana Sigma Librae. Międzynarodowa Unia Astronomiczna w 2017 roku formalnie zatwierdziła użycie nazwy Zubenelhakrabi dla określenia gammy Wagi.

## Charakterystyka
Gamma Librae to żółty olbrzym, należący do typu widmowego K0. Jasność tej gwiazdy przekracza około 71 razy jasność Słońca, ma ona temperaturę 4820 K, niższą niż fotosfera Słońca. Jej promień jest 11 razy większy niż promień Słońca, a masa to około 1,5 masy Słońca. Gwiazda opuściła ciąg główny i zwiększyła rozmiary, w jej jądrze trwają obecnie stabilne reakcje syntezy helu w węgiel i tlen.
Gamma Librae była podejrzewana o bycie ciasnym układem podwójnym na podstawie obserwacji z przełomu lat 30. i 40. XX wieku, ale współczesne obserwacje (w tym interferometria) nie potwierdzają tego. Tym niemniej gwiazda ma dalszą towarzyszkę o wielkości obserwowanej 11,2m, dzielącą z nią ruch własny, oddaloną o 42,5 sekundy kątowej od olbrzyma (pomiar z 2013 r.). Jeżeli są one faktycznie związane, to w przestrzeni dzieli je co najmniej 2100 au i obiegają wspólny środek masy w czasie ponad 55 tysięcy lat. Słabsza gwiazda jest prawdopodobnie pomarańczowym karłem, należącym do typu widmowego K7.

### Układ planetarny
W 2018 pomiary prędkości radialnej Gamma Librae wykazały obecność sygnałów, wskazujących na istnienie planet okrążających tę gwiazdę. Są to dwie planety-olbrzymy, które mogą być w rezonansie orbitalnym 7:3. Rzeczywiste masy planet nie mogą być większe o więcej niż 6% od podanej w tabeli masy minimalnej, gdyż wówczas układ stałby się niestabilny.